# Walter Haensch

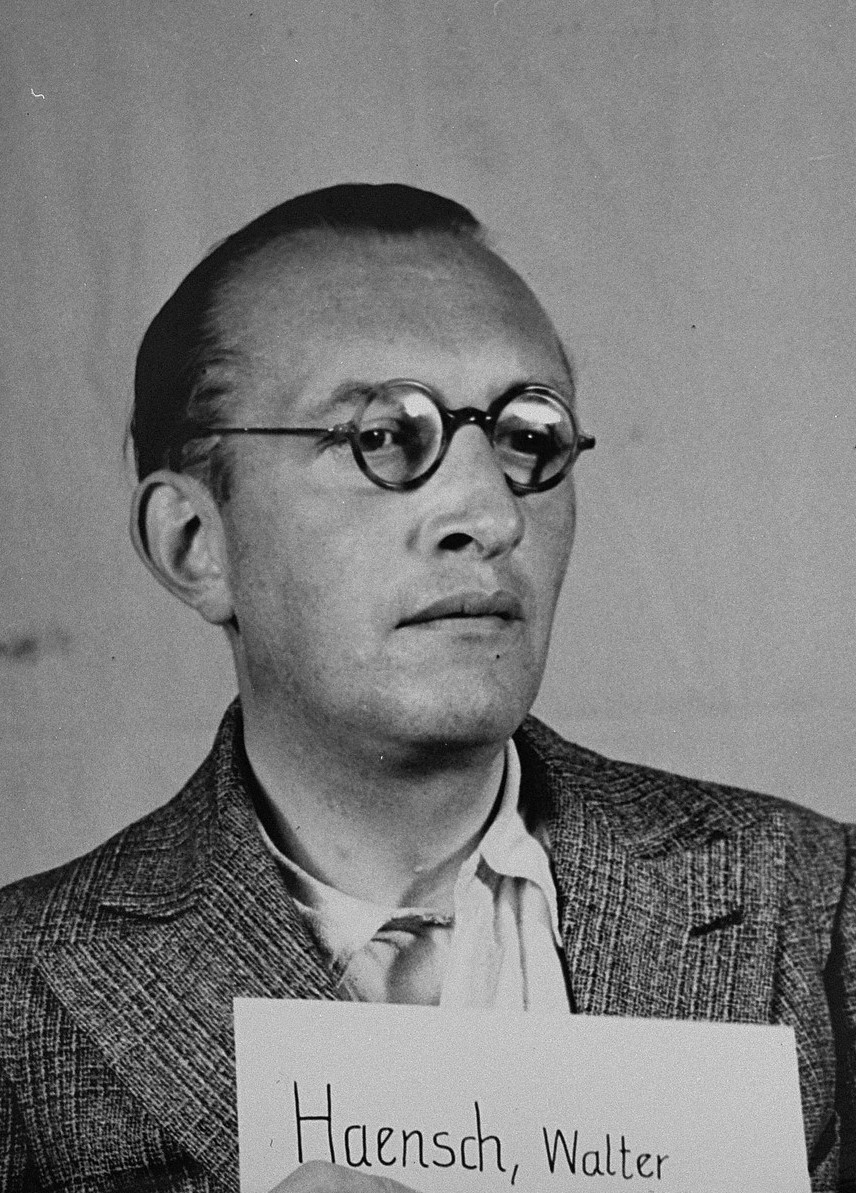
Walter Haensch beim Einsatzgruppen-Prozess

Heinrich Walter Gerhard Haensch (* 3. März 1904 in Hirschfelde; † 21. April 1994 in Engelskirchen) war ein deutscher SS-Obersturmbannführer, der als Kommandeur des Sonderkommandos 4b der Einsatzgruppe C führend am Mord an den Juden in der besetzten Ukraine beteiligt war. Haensch wurde 1948 im Einsatzgruppen-Prozess zum Tode verurteilt, jedoch nach Umwandlung der Todesstrafe in eine Haftstrafe 1955 freigelassen.

## Leben

### Ausbildung und Beginn der Karriere (bis 1939)
Der Sohn des in Hirschfelde praktizierenden Arztes, Dr. med. Heinrich Walter Haensch und dessen Ehefrau Elise Elsbeth (geb. Geissler), gehörte 1923–24 dem Jugendbund Jungdeutscher Orden an, bevor dieser sich von der deutschnationalen und nationalsozialistischen Bewegung abgrenzte. Haensch studierte Jura an der Universität Leipzig. Zum 1. Juni 1931 trat er im Alter von 27 Jahren der NSDAP bei (Mitgliedsnummer 537.265). Nach dem Referendariat an verschiedenen Orten absolvierte er 1934 das Zweite Staatsexamen. Im Februar 1935 trat er in den Dienst der Stadtverwaltung von Döbeln in Sachsen, wo er bis Juli 1935 arbeitete. Am 1. August 1935 trat er der SS bei (SS-Mitglieds-Nr.: 272573) und ging im Herbst 1935 in den Dienst des SD. Haensch promovierte 1939 an der Universität Leipzig mit einer Dissertation zur Umgestaltung der Polizei seit der „Machtergreifung“.

### Einsatz während des Zweiten Weltkriegs (1939–1945)
Im Reichssicherheitshauptamt (RSHA) leitete Haensch das Referat I D 2 (SS-Disziplinarsachen). Sein direkter Vorgesetzter war Bruno Streckenbach. Gemäß Haenschs Aussage bei seiner Vernehmung nach Kriegsende teilte ihm Streckenbach im Januar 1942 telefonisch mit, dass Haensch für eine begrenzte Zeit ein Sonderkommando der Einsatzgruppen im Krieg gegen die Sowjetunion führen sollte. Dies sei eine von RSHA-Chef Heydrich gewollte „Bewährung“ für Haensch, der bis dato nur mit internen Disziplinarvorgängen befasst war und sich mit den Bedingungen im Osten vertraut machen sollte.
Ende Februar 1942 machte sich Haensch in Berlin auf den Weg und löste offiziell am 21. März 1942 seinen Vorgänger Fritz Braune als Kommandoführer des Sonderkommandos 4b in der Einsatzgruppe C ab. Die Einsatzgruppe C folgte der Heeresgruppe Süd. Wie im Einsatzgruppen-Prozess festgestellt wurde, nahm das Sonderkommando 4b unter der Führung von Haensch am 3. April 1942 in Schitomir 50 Geiseln gefangen und erschoss die Hälfte davon; Ende April/Anfang Mai 1942 in Gorlowka waren es 1.038 Gefangene, von denen das Sonderkommando 727 Menschen der „Sonderbehandlung“ zuführte. Unter den 727 getöteten Menschen seien „461 Partisanen, Mitglieder von Zerstörungsbataillonen, Saboteure, Plünderer sowie kommunistische Aktivisten und NKWD-Agenten“ gewesen. (So der Bericht der Einsatzgruppe C vom 5. Juni 1942.) Nach drei Monaten wurde Walter Haensch Mitte Juni 1942 als Kommandoführer des Sonderkommandos 4b abgelöst, sein Nachfolger August Meier trat die Dienststellung am 5. Juli 1942 an.
Von 1943 bis zum Kriegsende 1945 war Haensch im besetzten Dänemark stationiert, wo er ab 1. September 1943 zum „Beauftragten für die Innere Verwaltung beim Bevollmächtigten des Reiches in Dänemark“ (Werner Best) abgeordnet war. Ab 12. Oktober 1944 leitete er die Außenstelle Apenrade des Reichsbevollmächtigten.

### Nach Kriegsende (ab 1945)
Haensch war zwischen 1947 und 1948 einer von 24 Angeklagten im Einsatzgruppen-Prozess, bei dem ihn Rechtsanwalt Fritz Riediger unter Assistenz von Max Krause vertrat. Richter war Michael A. Musmanno. Haenschs Verteidigungsstrategie war es, jegliche Täterschaft und auch sein Mitwissen um die Taten abzustreiten. Er gab im Prozess an, erst nach Kriegsende von der geplanten und befehlsgemäß durchgeführten Ermordung der Juden erfahren zu haben. Das von ihm geführte Sonderkommando 4b hatte in den Monaten vor der Übernahme durch Haensch nachweislich mindestens 1.224 Juden erschossen; davon wollte Haensch nichts erfahren haben. Für die von ihm befohlene Erschießung von 60 Gefangenen in Barwenkowo wurde Haensch nachgewiesen, dass er nur für 32 der Gefangenen überhaupt Einzelheiten des jeweiligen Falls gehört hatte. Am 9. April 1948 wurde Haensch in allen drei Anklagepunkten – (1) Verbrechen gegen die Menschlichkeit, (2) Kriegsverbrechen und (3) Mitgliedschaft in einer kriminellen Organisation – für schuldig befunden und am 10. April 1948 zum Tode verurteilt. Bis zur Bestätigung des Todesurteils wurde er in das Kriegsverbrechergefängnis Landsberg verbracht.
Im Zuge der intensivierten Diskussion der westdeutschen Wiederbewaffnung nach Ausbruch des Koreakrieges ab Sommer 1950 forderten ehemalige Generäle und Offiziere der Wehrmacht die Einstellung von laufenden Verfahren wegen Kriegsverbrechen und die Entlassung aller inhaftierten Kriegsverbrecher, soweit diese auf Befehl gehandelt hatten, Aussetzung der Todesstrafe sowie generell ein „Ende der Diffamierung“ von Wehrmacht und Waffen-SS. Mit der Himmeroder Denkschrift hatte diese Forderung im Tausch gegen einen „deutschen Wehrbeitrag“ durchaus offiziellen Charakter. Am 7. Januar 1951 demonstrierten in Landsberg 3.000 Menschen „lautstark für die Begnadigung der Todeskandidaten“. Walter Strauß, Staatssekretär im Justizministerium, setzte sich beim Kommandeur der US-Truppen in Europa General Handy wie auch bei Hochkommissar John McCloy für eine Begnadigung der in Landsberg Inhaftierten ein, auch Bundespräsident Theodor Heuss sprach in der Sache bei McCloy vor. Am 31. Januar 1951 gab McCloy die Entscheidung des „Advisory Board on Clemency for War Criminals“ bekannt: Von den 15 Todesurteilen wandelte er vier in lebenslange Haftstrafen und sechs in Haftstrafen zwischen zehn und fünfundzwanzig Jahren um, während fünf Todesurteile vollstreckt werden sollten. Das Todesurteil gegen Haensch wurde in eine Freiheitsstrafe von 15 Jahren umgewandelt. Am 26. Mai 1955 wurde Haensch aus der Kriegsverbrechergefängnis Landsberg entlassen, nachdem ihm seine Resthaftzeit erlassen wurde. 
Er ließ sich danach in Grissenbach (Kreis Siegen) nieder und war ab 1956 als Rechtsberater bei der Siemag AG tätig. Haensch wurde danach noch in den Verfahren gegen Hans-Joachim Sommerfeld und andere RSHA-Angehörige vernommen, zu Ermittlungen oder einer erneuten Anklage gegen ihn kam es nicht mehr.

## Schrift
- Der organisatorische Weg zur einheitlichen Reichspolizei seit 1933, Berlin 1939 DNB